# 普尔努瓦拉谢蒂沃
普尔努瓦拉谢蒂沃（法語：Pournoy-la-Chétive，法語發音：[puʁnwa la ʃetiv]；洛林语：Lai p'tiat Poneu）是法国摩泽尔省的一个市镇，属于梅斯区。

## 地理
普尔努瓦拉谢蒂沃（49°1'11"N, 6°9'20"E）面积2.56 平方千米，位于法国大東部大區摩泽尔省，该省份为法国东北部内陆省份，是洛林的一部分，西南接默尔特-摩泽尔省，东临下莱茵省，北与卢森堡和德国接壤。
与普尔努瓦拉谢蒂沃接壤的市镇（或旧市镇、城区）包括：宽莱屈夫里、塞耶河畔宽、屈夫里、马略勒。

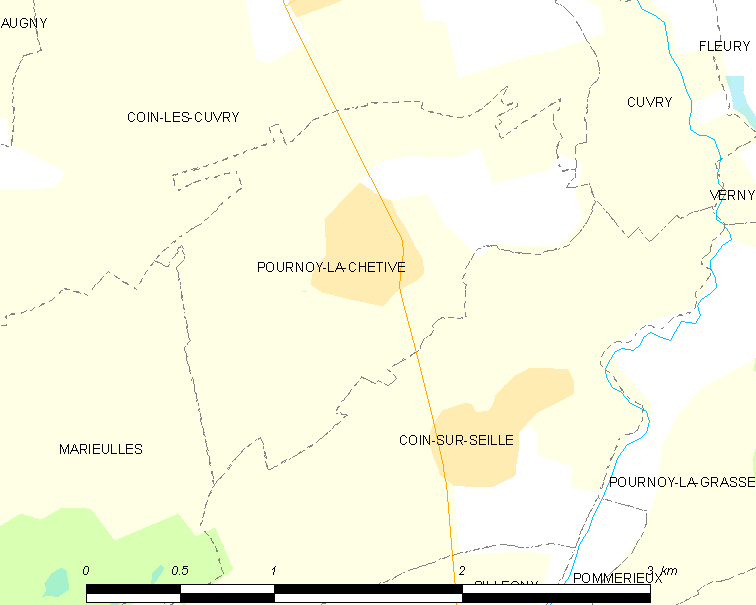
普尔努瓦拉谢蒂沃的OSM定位图

普尔努瓦拉谢蒂沃的时区为UTC+01:00、UTC+02:00（夏令时）。

## 行政
普尔努瓦拉谢蒂沃的邮政编码为57420，INSEE市镇编码为57553。

## 政治
普尔努瓦拉谢蒂沃所属的省级选区为摩泽尔山坡县。

## 人口

1962-2008年间普尔努瓦拉谢蒂沃人口变化图示

普尔努瓦拉谢蒂沃于2022年1月1日时的人口数量为613人。